# Tamahagane

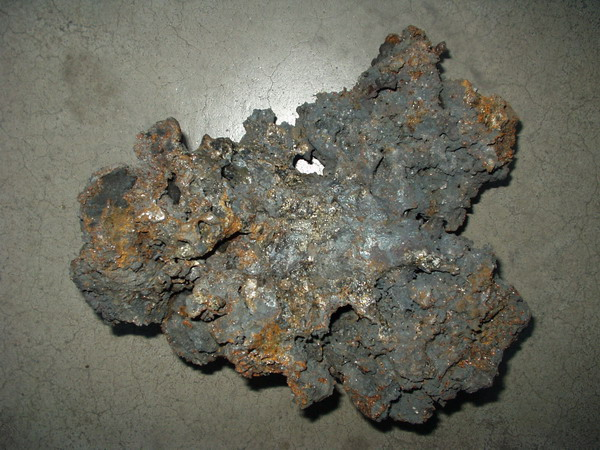
Tamahagane.

Tamahagane (玉鋼) es un tipo de acero hecho en la tradición japonesa. La palabra tama significa "redondo y precioso", como una gema. La palabra hagane significa "acero". El Tamahagane se usa para fabricar espadas japonesas, cuchillos, y otras clases de herramientas.
El tamahagane de calidad contiene alrededor de un 1% de carbono y no tendría que subir por encima del 1,5%. Aun así, el tamahagane histórico estaba frecuentemente en el rango del 3% al 4.5%, convirtiéndolo esencialmente  en hierro colado. Esto fue la causa de que los objetos hechos con él (especialmente las espadas) fueran extremadamente frágiles.

## Producción

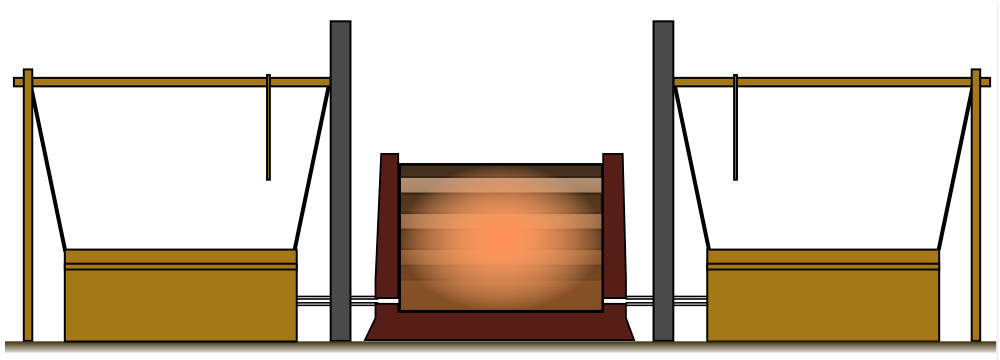
La estructura de un tatara. En los dos lados del furnace hay visibles dos fuelles.

El tamahagane está hecho de mineral de hierro (satetsu). Hay 2 tipos principales de arenas de hierro: akome satetsu (赤目砂鉄) y masa satetsu (真砂砂鉄). El akome satetsu es de una calidad más baja y el masa satetsu es de mejor calidad. La persona que decide la cantidad de las partes a mezclar recibe el nombre de murage. Dependiendo del resultado deseado, el murage mezcla uno o más tipos de mineral.
Se empieza introduciendo el mineral de hierro en un tatara, un horno de arcilla con forma de cuba. Las medidas de esta cuba de arcilla son aproximadamente 4 pies (1,2 m) de alto, 12 pies (3,7 m) de longitud y 4 pies (1,2 m) de ancho. Entonces la cuba se calienta a una elevada temperatura, aproximadamente 1000 °C (1800 °F). Luego, se mezcla con carbón vegetal para dar dureza al tamahagane.
El proceso de hacer tamahagane continúa de 36 a 72 horas (de un día y medio a 3 días), dependiendo de cuánta gente trabaje y cuánto metal se quiera obtener. Se añade mineral de hierro cada 10 minutos y se hace girar la mezcla .
Cuándo el tamahagane está acabado, la cuba de arcilla se rompe y se saca el acero. El acero mejor es de los bordes del bloque de metal, porque es donde el proceso de oxidación es más fuerte. La calidad del tamahagane viene determinada por su color: las piezas de color plateado brillante son muy buenas para hacer hojas.